# Anatoli Nikolajewitsch Bulakow
Anatoli Nikolajewitsch Bulakow (russisch Анатолий Николаевич Булаков; * 3. Februar 1930 in Moskau; † 19. September 1994) war ein sowjetischer Boxer. Er war Gewinner der Bronzemedaille bei den Olympischen Spielen 1952 in Helsinki im Fliegengewicht.

## Werdegang
Anatoli Bulakow, ein Moskauer, begann als Jugendlicher mit dem Boxen. Nachdem er im Juniorenbereich auf sich aufmerksam gemacht hatte, wurde er 1948 zum Moskauer Spitzenclub "Dynamo" delegiert. Er war ab diesem Zeitpunkt auch Angehöriger der sowjetischen Sicherheitsorgane. 
In das Jahr 1949 fällt dann sein erster großer sportlicher Erfolg. Er wurde sowjetischer Meister im Fliegengewicht (bis 51 kg Körpergewicht) durch einen Sieg im Finale über Lew Segalowitsch. 1950 konnte er diesen Titel verteidigen, wobei er im Finale wiederum Lew Segalowitsch besiegte. Im gleichen Jahr gewann er in Warschau auch ein internationales Turnier im Fliegengewicht.
Im Jahre 1951 gewann er mit einem Sieg im Endkampf über Boris Stepanow erneut die sowjetische Meisterschaft im Fliegengewicht. Zu einem Start bei einer internationalen Meisterschaft in diesem Jahr kam er aber noch nicht. Ursprünglich hatte die Sowjetunion geplant, schon an den Europameisterschaften der Amateurboxer in Mailand teilzunehmen, aber aus politischen Gründen wurde dieses Vorhaben zum Leidwesen der Sportler gestoppt.
Das Jahr 1952 begann Anatoli Bulakow mit einem Punktsieg in Moskau im Länderkampf UdSSR gegen Polen über Henryk Kukier. Danach gewann er zum vierten Mal die sowjetische Meisterschaft mit einem Sieg über R. Kaladschiew. Sein Start bei den Olympischen Spielen 1952 in Helsinki wurde dann zum Höhepunkt in der Laufbahn von Anatoli Bulakow. Er schlug dort im Fliegengewicht Henrik van der Zee aus den Niederlanden, gewann im Viertelfinale über den amtierenden Europameister von 1951 Aristide Pozzali aus Italien nach Punkten und besiegte im Viertelfinale den späteren Europameister der Berufsboxer Dai Dower aus England nach Punkten. Im Halbfinale traf er auf den Deutschen Edgar Basel aus Weinheim. In einem verbissen aber fair geführten Kampf war Edgar Basel letztlich der Glücklichere, denn er erhielt einen 2:1-Punktsieg zugesprochen. Anatoli Bulakow blieb deshalb nur die Bronzemedaille.
Nachdem Anatoli Bulakow 1953 mit einem Sieg über N. Belytsch zum fünften Mal sowjetischer Meister im Fliegengewicht geworden war, startete er auch bei der Europameisterschaft in Warschau und gewann dort zunächst über den Finnen Limmonen nach Punkten, unterlag aber im Halbfinale gegen Henryk Kukier nach Punkten, verpasste das Finale, gewann aber eine EM-Bronzemedaille.
Im Jahre 1954 gewann Anatoli Bulakow zum letzten Mal die sowjetische Meisterschaft im Fliegengewicht. Er hatte damit eine beeindruckende Serie hingelegt, denn von 1949 bis 1954 war er sechs Mal in Folge sowjetischer Meister geworden. Trotzdem war dies das Ende seiner erfolgreichen Boxerlaufbahn. Im Jahre 1955 wurde er nämlich auf nationaler und internationaler Ebene von Wladimir Stolnikow abgelöst.

## Internationale Erfolge
- 1952, Bronzemedaille, Olympische Spiele in Helsinki, Fliegengewicht, hinter Nathaniel Brooks, USA und Edgar Basel, Deutschland;

- 1953, 3. Platz, Europameisterschaft in Warschau, Fliegengewicht, hinter Henryk Kukier und Frantisek Majdloch, Tschechoslowakei

## Sowjetische Meisterschaften
(alle im Fliegengewicht)
- 1949, 1. Anatoli Bulakow, 2. Lew Segalowitsch, 3. W. Kudrjawtschew,
- 1950, 1. Anatoli Bulakow, 2. Lew Segalowitsch, 3. Boris Stepanow,
- 1951, 1. Anatoli Bulakow, 2. Boris Stepanow, 3. R. Usmanow,
- 1952, 1. Anatoli Bulakow, 2. R. Kaladschiew, 3. N. Gusew,
- 1953, 1. Anatoli Bulakow, 2. N. Belytsch, 3. R. Kaldschiew,
- 1954, 1. Anatoli Bulakow, 2. N. Belytsch, 3. L. Pantjuschin